# Srebrna (Konstantynów Łódzki)
Srebrna – dawniej samodzielna wieś, od 1954 część miasta Konstantynowa Łódzkiego w województwie łódzkim, w powiecie pabianickim. Leży we wschodniej części Konstantynowa nad rzeką Łódką, w rejonie ulicy Kościelnej, przy samej granicy z Łodzią.

## Historia
Dawniej samodzielna wieś. Od 1867 w gminie Rszew. Pod koniec XIX wieku liczyła 360 mieszkańców. W okresie międzywojennym należał do powiatu łódzkiego w woj. łódzkim. W 1921 roku liczyła 546 mieszkańców 1 kwietnia 1927 zniesiono gminę Rszew, a Srebrną włączono do gminy Brus. 1 września 1933 utworzono gromadę Srebrna w granicach gminy Brus, składającą się ze wsi Srebrna, wsi Srebrna-Dąbrowa, folwarku Srebrna i wsi Srebrna-Smulsko. Podczas II wojny światowej włączona do III Rzeszy.
Po wojnie Srebrna powróciła do powiatu łódzkiego woj. łódzkim. W związku z reorganizacją administracji wiejskiej jesienią 1954, Srebrną (a także sąsiedni Nowy Józefów) włączono do Konstantynowa Łódzkiego.